# Cerro Colorado (Flores)
Ne doit pas être confondu avec Cerro Colorado (Florida).
Cerro Colorado est une ville de l'Uruguay située dans le département de Flores. Sa population est de 99 habitants.

## Population
| Année | Population |
| ----- | ---------- |
| 1996  | -          |
| 2004  | 99         |

Référence,: